# Siemens EuroSprinter
Siemens EuroSprinter — семейство электровозов, реализованное на модульной концепции локомотивов для европейского рынка, производимых компанией Siemens AG. Внутреннее именование локомотивов в компании — ES 64, где ES для EuroSprinter и число 64 указывает выходную мощность 6400 киловатт.
Первый прототип ES 64 был построен в 1992 году, по заказу Deutsche Bahn AG. В связи с устареванием парка так называемых стандартных электровозов Deutsche Bahn AG планировала заменять их на электровозы новых серий. Прототипом для новых электровозов были электровозы 252 серии выпущенные для испанской RENFE в 1991 году.
2 сентября 2006 года локомотив Siemens ES64U4 (Eurosprinter) (ÖBB 1216 050) установил мировой рекорд скорости — 357 км/ч на линии Нюрнберг — Ингольштадт около Хильпольтштайна.